# Марк Дуроний
Марк Дуроний (на латински: Marcus Duronius) е политик на Римската република от началото на 1 век пр.н.е. Произлиза от плебейската фамилия Дуронии.
През 97 пр.н.е. е народен трибун. Той премахва (abrogation) изработения lex sumptuaria по време на трибуната му закон Lex Licinia на Публий Лициний Крас (консул 97 пр.н.е.). Затова е изхвърлен от Сената от цензорите Марк Антоний Оратор и Луций Валерий Флак.